# Clarence Gilyard junior

Clarence Gilyard junior, 2018

Clarence Darnell Gilyard Jr. (* 24. Dezember 1955 in Moses Lake, Washington; † 23. November 2022 in Las Vegas) war ein US-amerikanischer Schauspieler und Hochschullehrer. Seine bekannteste Filmrolle ist die des Terroristen Theo in dem Actionfilm Stirb langsam (1988).

## Leben und Karriere
Gilyard wurde 1955 im Staat Washington als zweites von sechs Kindern von Barbara und Clarence Alfred Gilyard Sr., einem Offizier bei der Air Force, geboren. Seine Familie stammte ursprünglich aus New Orleans, und Gilyard wuchs auf verschiedenen Air-Force-Basen in Hawaii, Texas und Florida auf.
Er erhielt einen BA in Theaterwissenschaft an der California State University und zog 1979 nach Los Angeles, um sich dort der Schauspielerei zu widmen. Eine seiner ersten Rollen war von 1982 bis 1983 in der NBC-Serie CHiPs die des Officer Benjamin Webster. 1984 war er in der Fernsehserie Trio mit vier Fäusten als singender Burger William Collins in einem Gastauftritt zu sehen. Bekannt wurde er in seiner Rolle als Conrad McMasters in der Fernsehserie Matlock von 1989 bis 1993 und als Texas Ranger James Trivette in Walker, Texas Ranger, die von 1993 bis 2001 produziert wurde. 2005 war er in dem Fernsehfilm Walker, Texas Ranger: Feuertaufe zu sehen, der die gleichnamige Serie fortsetzte.
Seine bekannteste Filmrolle ist die des Theo, eines Computerexperten und Terroristen, in dem Actionfilm Stirb langsam (1988). Ferner war Gilyard in den 1986 erschienenen Filmen Top Gun als Waffensystemoffizier „Sundown“ und in Karate Kid II – Entscheidung in Okinawa zu sehen.
Nach dem Ende von Walker, Texas Ranger spielte Clarence in Left Behind und Left Behind: Tribulation Force die Rolle des Pastor Bruce Barnes. Nachdem er zwischen 2005 und 2012 in keinem Film mehr zu sehen gewesen war, trat Gilyard in den 2010er Jahren vor allem mit Rollen in kleineren Filmproduktionen wieder in Erscheinung. Gilyard lehrte als Professor für Film und Theater am Las Vegas' College of Fine Arts der University of Nevada, Las Vegas.
Clarence Gilyard war ab 2001 in zweiter Ehe verheiratet und Vater von fünf Kindern. Er starb im November 2022 nach langer Krankheit im Alter von 66 Jahren in seinem Wohnort Las Vegas.

## Filmografie (Auswahl)
- 1981: Noch Fragen Arnold? (Diff’rent Strokes; Fernsehserie, 2 Folgen)
- 1982–1983: CHiPs (Fernsehserie, 20 Folgen)
- 1984: The Duck Factory (Fernsehserie, 13 Folgen)
- 1984: Trio mit vier Fäusten (Riptide; Fernsehserie, Folge: Heiß begehrt und tiefgefroren (It’s a Vial Sort of Business))
- 1986: Karate Kid II – Entscheidung in Okinawa (The Karate Kid, Part II)
- 1986: Top Gun – Sie fürchten weder Tod noch Teufel (Top Gun)
- 1987: Crazy Legs (Off the Mark)
- 1988: Stirb langsam (Die Hard)
- 1989: Showdown in L.A. (L.A. Takedown; Fernsehfilm)
- 1989–1993: Matlock (Fernsehserie, 85 Folgen)
- 1990: Das große Erdbeben in L.A. (The Big One: The Great Los Angeles Earthquake; Fernsehfilm)
- 1993–2001: Walker, Texas Ranger (Fernsehserie, 196 Folgen, eine davon auch Regisseur)
- 1994: Walker Texas Ranger 3: Deadly Reunion
- 2000: Left Behind
- 2002: Left Behind II: Tribulation Force
- 2005: Walker, Texas Ranger: Feuertaufe (Walker, Texas Ranger: Trial by Fire; Fernsehfilm)
- 2013: Chasing Shakespeare
- 2014: Eine Sache des Glaubens (A Matter of Faith)
- 2017: Christmas on the Coast